# Smit Joure

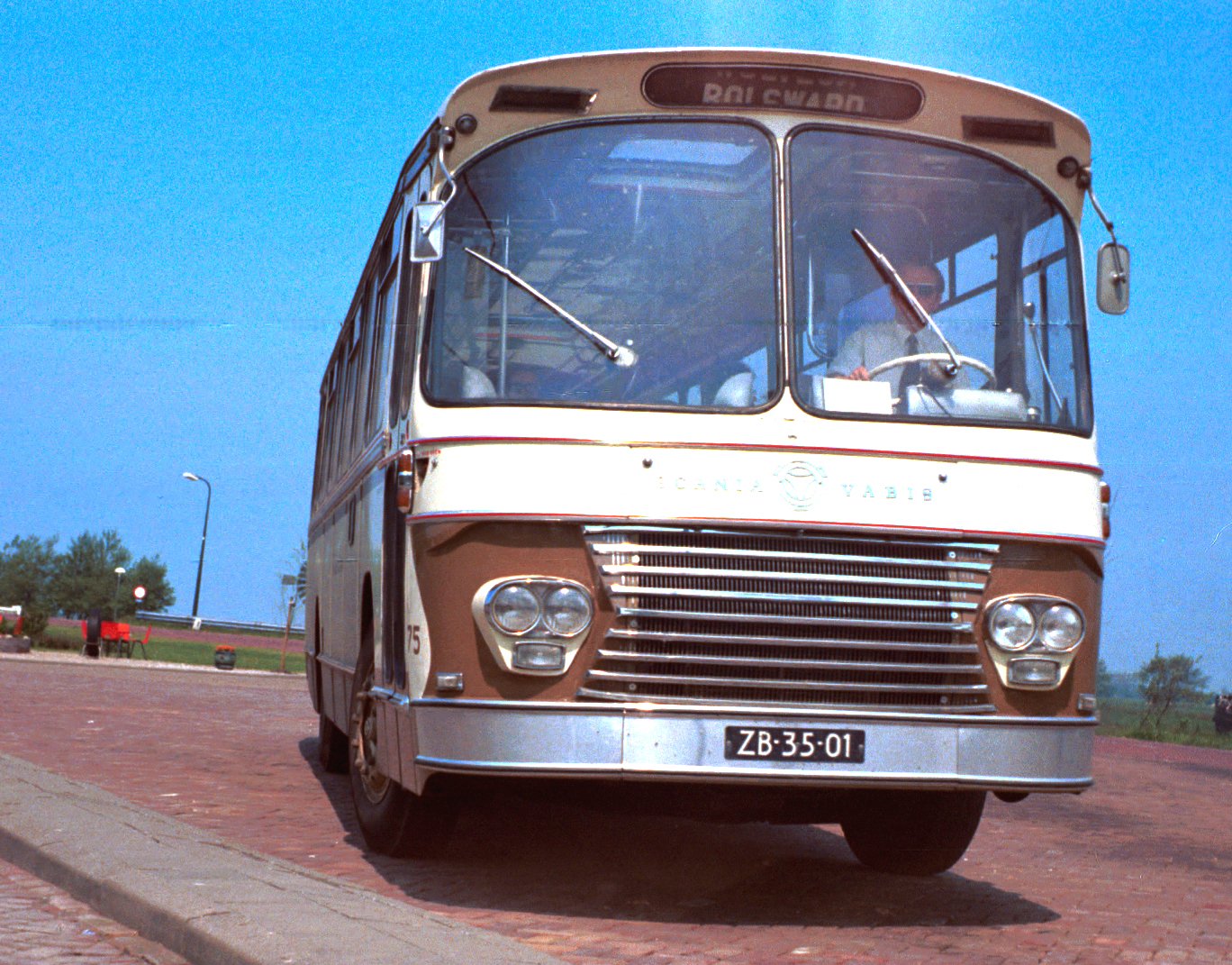
ZWH-bus 75, Scania-Vabis/Smit Joure, uit 1964

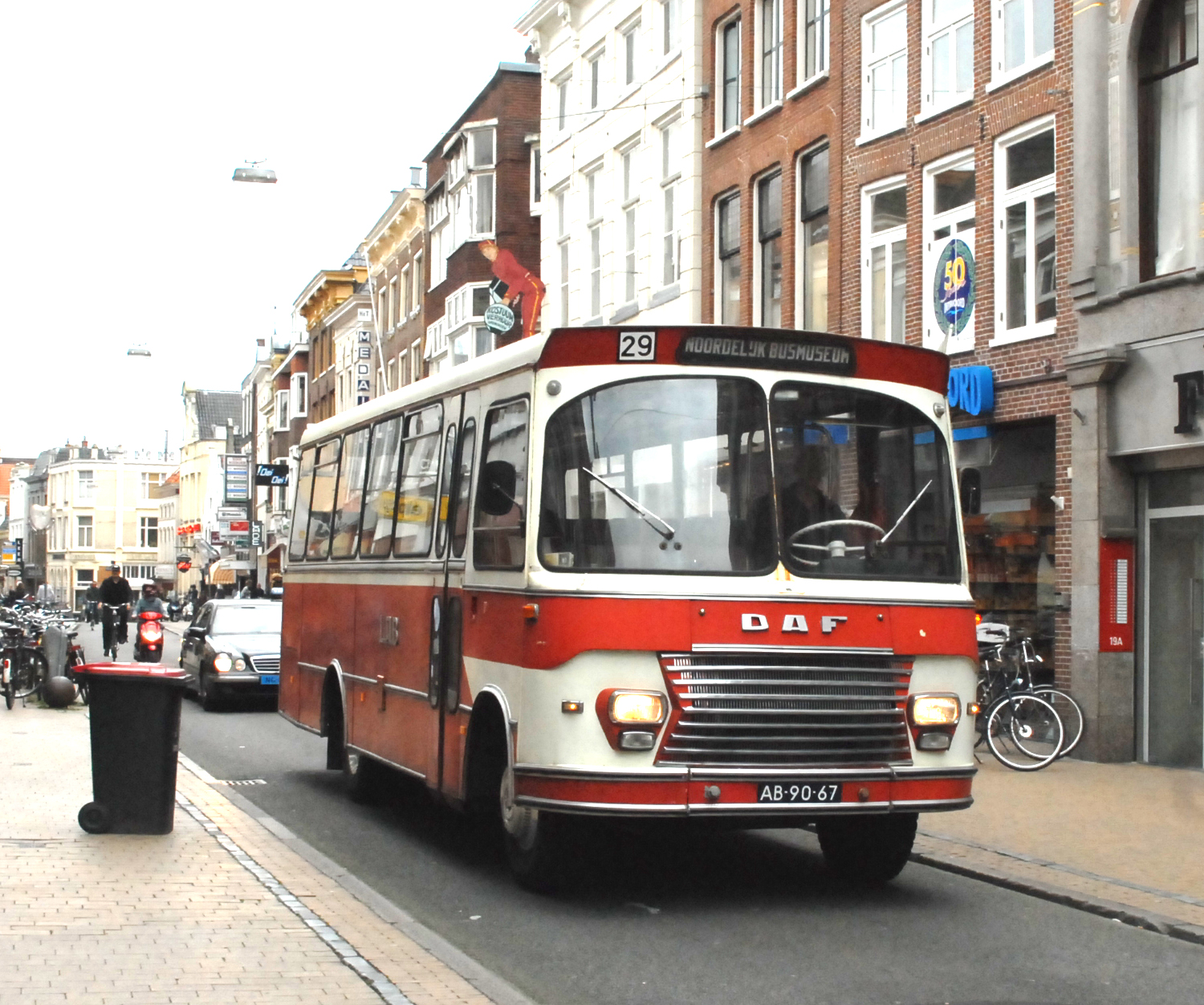
LAB-bus 17, DAF/Smit Joure, uit 1968

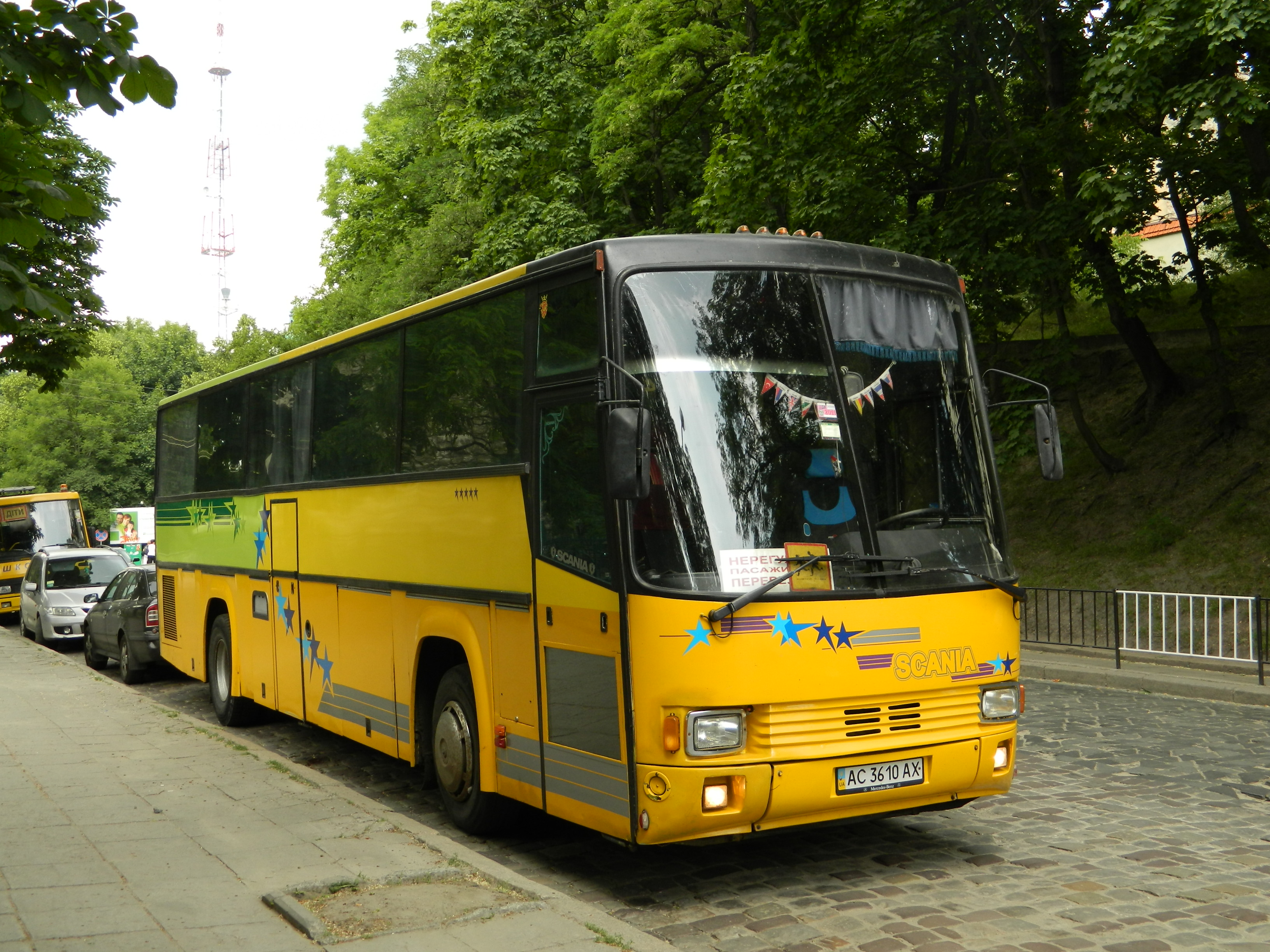
Smit Orion touringcar in Oekraïne

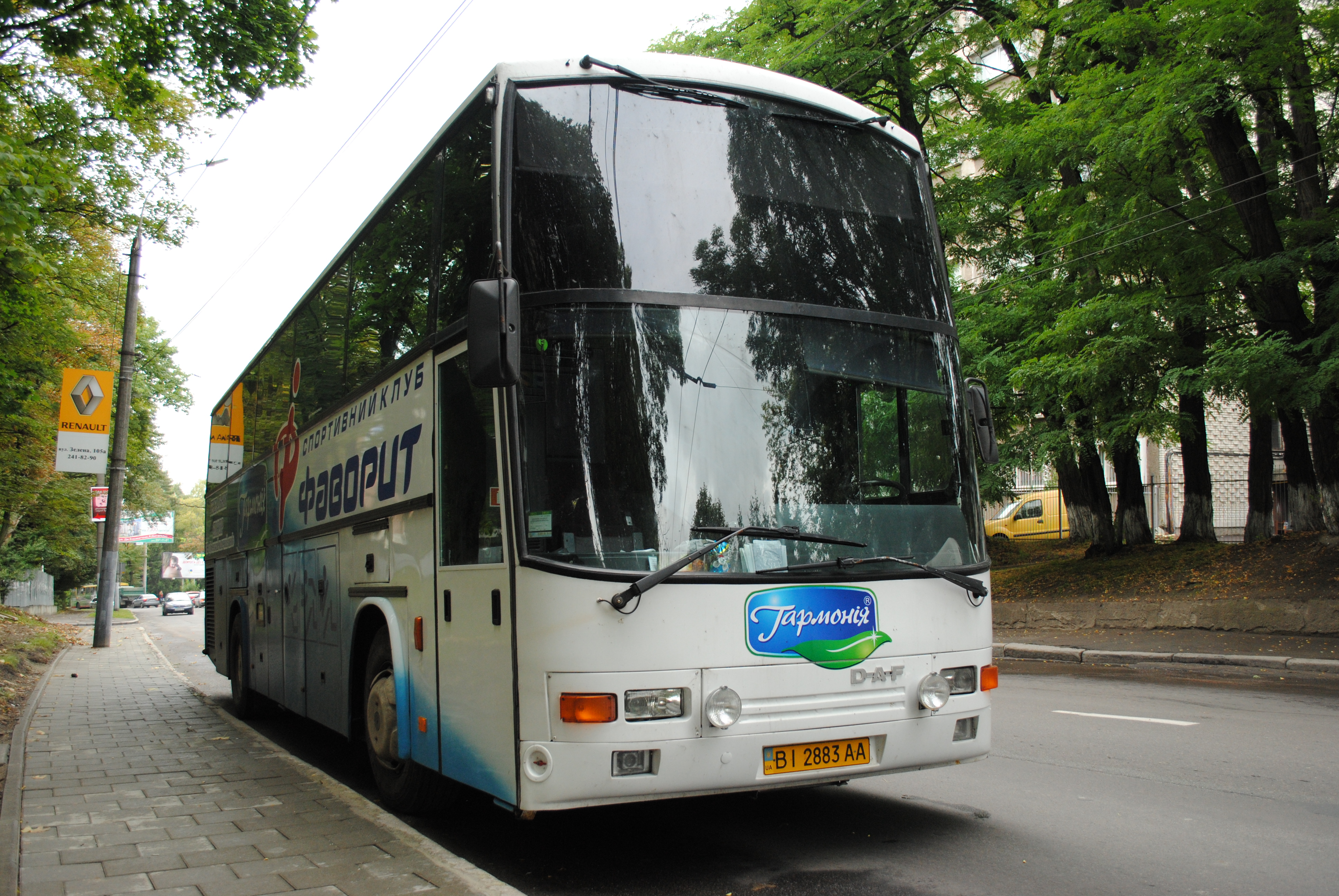
Smit Mercurius

Smit Joure te Joure was een Nederlands bedrijf dat van 1921 tot 1999 carrosserieën voor autobussen en andere bedrijfswagens heeft vervaardigd. Er heeft nooit een relatie bestaan met de vroegere busbouwer Smit Appingedam.

## Geschiedenis

### Eerste jaren
Smit's Rijtuig- en Wagenmakerij in Joure werd gesticht in 1917 door Jan Alexander Smit, die het failliete bedrijf van een familielid overnam. Aanvankelijk hield Smit zich vooral bezig met het vervaardigen en verkopen van houten boerenkarren en bakfietsen. In 1921 werd ook de bouw van carrosserieën voor automobielen ter hand genomen en dankzij de uitbreiding met een smederij werd het vanaf 1926 mogelijk ook opleggers en aanhangwagens te gaan bouwen. Door de handel in wagenwielen, een omvangrijke nevenactiviteit, kwam eigenaar Smit in de streek bekend te staan als "Jan Wiel".
Het bedrijf breidde zich gestaag uit en had in 1937, toen de naam werd gewijzigd in Smit's Wagen- en Carrosseriefabriek, een grote klantenkring in Friesland en daarbuiten opgebouwd. Tijdens de Tweede Wereldoorlog moest Smit noodgedwongen terugvallen op de handel in niet-gemotoriseerde voertuigen, zoals tot boerenwagen verbouwde vrachtwagens, maar ook werden gasgeneratoren vervaardigd.

### Na de oorlog
Na de bevrijding werd begonnen met de fabricage van verhuiswagens, cabines voor vrachtwagens (op chassis van onder meer Kromhout) en 'dental cars' (rijdende tandartsspreekkamers). De eerste "echte" autobus bouwde Smit in 1948. Dit werd gaandeweg de belangrijkste activiteit. Daarnaast werden grote orders ontvangen van de Koninklijke Landmacht en de Koninklijke Luchtmacht, waardoor een nieuwe fabriek nodig was, die in 1951 werd geopend. Smit was nu in staat steeds grotere aantallen buscarrosserieën te bouwen, op allerlei chassismerken, maar vooral Bedford en DAF.
Ook de vormgeving maakte in de jaren vijftig een snelle ontwikkeling door, waarbij karakteristieke Smit Joure-modellen ontstonden met namen als Royal Coach en Victoria Coach. Dankzij een grote order van een Zweedse reisorganisatie was Smit aan het eind van de jaren vijftig de grootste exporteur van touringcars in Nederland. Daarnaast zijn de Friese streekvervoerders LAB en ZWH altijd goede klanten geweest.
De grootste doorbraak kwam in 1960 met het type Eldorado, dat tien jaar in productie is gebleven en waarvan de vormgeving, met grote gebogen panoramische zijruiten, opzien baarde. De Duitse fabrikant Gottlob Auwärter - producent van de met soortgelijke ruiten uitgeruste Neoplan bussen - beschuldigde Smit van plagiaat, maar verloor de rechtszaak. In samenwerking met diverse fabrikanten, maar vooral DAF die diverse chassistypen kon leveren, werden er meer dan 650 Eldorado's gebouwd.
In de jaren zeventig voerde Smit een verregaande stroomlijning door in het productieproces, waarbij steeds meer bussen in serie werden gebouwd. De samenwerking met DAF werd geïntensiveerd, maar daarnaast werden ook Magirus-Deutz bussen opgebouwd. De opvolger van de Eldorado, de Comfortliner, werd op zijn beurt weer opgevolgd door de Euroliner en de met een verhoogde carrosserie uitgeruste Eurohiliner. Een geheel nieuw model had in 1983 de Smit Orion Liner, die in vele soorten en maten kon worden geleverd, met varianten als de Orion Highliner en de Mercurius.
Ook succes had Smit met de bouw van rijdende winkels, eerst op basis van Citroën HY-techniek, later o.a. de bekende SRV-wagens. Hiervoor werd een aparte fabriekshal gebouwd.

### Einde
Smit had nog steeds een groot deel van de touringcarmarkt in handen, als fabrikant en ook als wereldwijd handelaar, maar om te kunnen overleven in een veranderende markt, waarbij ook steeds hogere eisen werden gesteld aan het productieproces, werd aansluiting gezocht bij DAF Bus. Dat kocht Smit Joure in 1996, waarna de leiding werd overgenomen door de VDL Groep, eigenaar van DAF Bus. Kort nadat in 1998 nog het nieuwe model Smit Stratos was geïntroduceerd, werd de productie overgebracht naar de Berkhof-vestigingen in Valkenswaard en Heerenveen. Deze laatste was de opvolger van carrosseriefabriek Hainje, die in Friesland altijd Smit's grote concurrent was geweest. Daarmee kwam in 1999 een einde aan de activiteiten van Smit Joure.

## FCB
Uit de as van Smit richtte een aantal oud-medewerkers in mei 2001 het carrosserie- en wagenbouwbedrijf FCB (Friesland Coach Builders) op. Dit voert reparatie-en onderhoudswerkzaamheden uit, aanvankelijk vooral aan Smit-bussen, maar inmiddels aan bussen van allerlei producenten. Men wilde ook nieuwe bussen bouwen, maar vanwege het beperkte budget is dat niet van de grond gekomen.

## Museumbussen

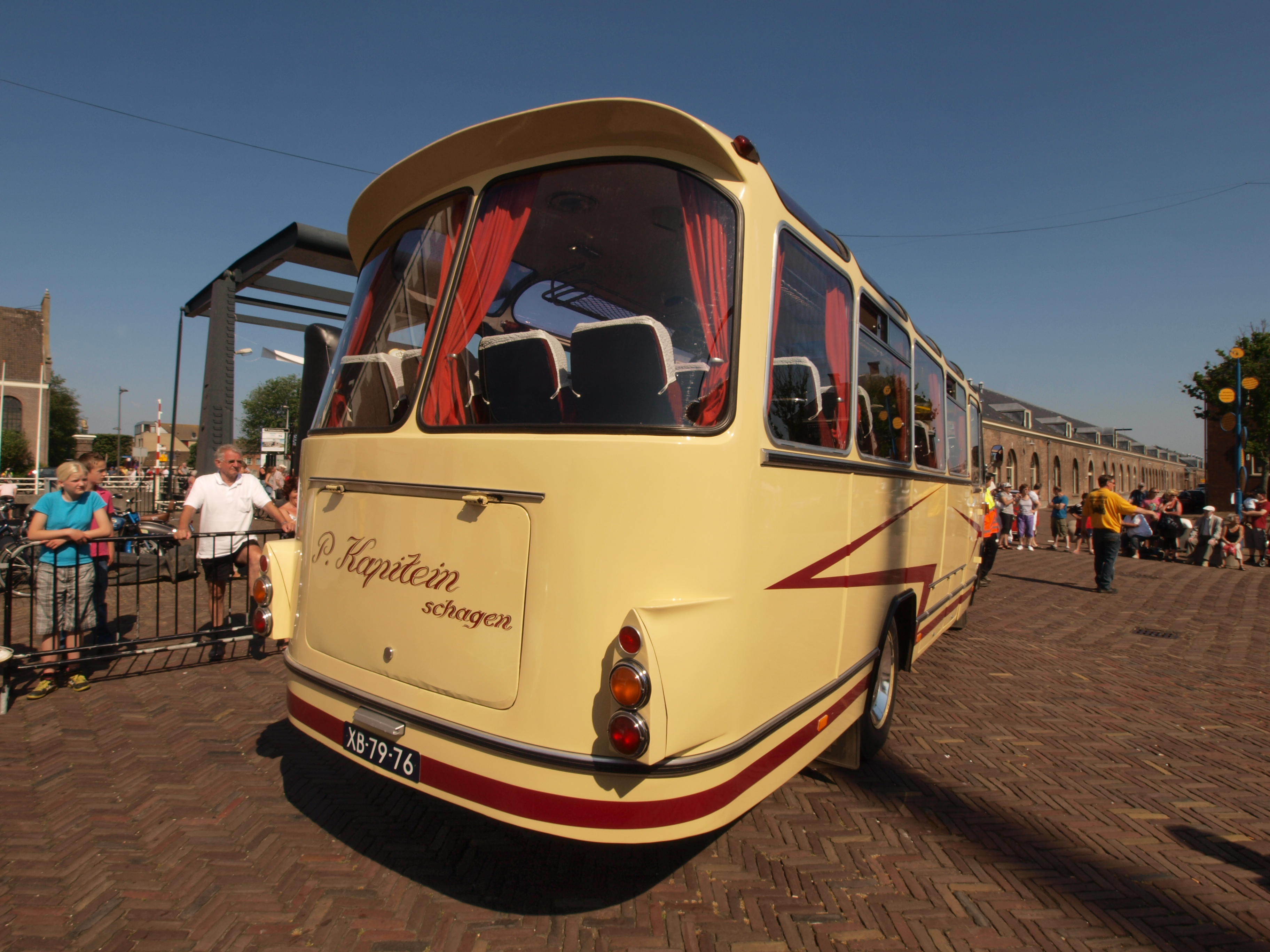
DAF B1100 Smit Eldorado uit 1964 van Kapitein te Schagen

Omdat Smit Joure tot laat in de jaren negentig nog bussen gebouwd heeft, zijn nog regelmatig producten van deze fabriek op de weg aan te treffen. Drie echte oldtimers zijn bewaard gebleven, alle drie van het model Smit Eldorado:
- In de collectie van het Nationaal Bus Museum in Hoogezand bevindt zich de vroegere LAB-bus 17, een DAF B1300 uit 1968.
- Touringcarbedrijf Kapitein, nu automuseum, te Schagen beschikt over een DAF B1100 uit 1964.[3]
- Touringcarbedrijf Bergerhof te Mierlo bewaart een DAF MB200 uit 1966.